# Stanislas Dehaene
Stanislas Dehaene (Roubaix, 1965. május 12. –) francia pszichológus. Dehaene a Collège de France professzora, és 1989 óta az Institut national de la santé et de la recherche médicale (INSERM) Kognitív Képalkotóeljárások egységének (Cognitive Neuroimaging, Unit 562) vezetője.

## Tanulmányai
Dehaene matematika szakon kezdte tanulmányait a párizsi École normale supérieure-ön. Mesterfokozatát alkalmazott matematikából és számítástechnikából szerezte meg 1985-ben az Pierre és Marie Curie Egyetem egyetemen. Jean-Pierre Changeux L’Homme neuronal (Neuronal Man: The Biology of the Mind) című könyvének hatására fordult az idegtudomány felé.
A munkamemóriára és feladatvégzésre vonatkozó számítógépes hálózatmodelleken végzett kutatásokban azóta is együttműködnek. Dehaene kísérleti pszichológiából írta disszertációját 1989-ben Jacques Mehler vezetésével az EHESS-ben (Ecole de Hautes Etudes en Sciences Sociales). A doktori fokozat megszerzése után kutatói állást kapott az INSERM-nél a Kognitív tudomány és Pszicholingvisztikai Laboratóriumban (Laboratoire de Sciences Cognitives et Psycholinguistique), Mehler mellett. Az 1992 és 1994 közötti két évet Amerikában az Oregoni Egyetemen töltötte Micheal Posner mellett vendégkutatóként. Miután visszatért Franciaországba, megalapította saját kutatócsoportját, mely összesen 30 egyetemistát, doktoranduszt és kutatót számlál. 2005-ben a Collège de France Kísérleti Pszichológia vezetőjévé választották.

## Kutatásai, elismerései
Számos területen végzett kutatásokat, beleértve a numerikus megismerést, az olvasás idegi alapjait és a tudatosság idegi összefüggéseit. Dehaene egyike annak a tíz embernek, akiket a James S. McDonnell Foundation egymillió dolláros tudományos ösztöndíjjal jutalmazott, melyet „A matematikai készség kognitív neuropszichológiája” (Cognitive Neuroscience of Numeracy) című könyvével érdemelt ki 1999-ben. 2003-ban Denis Le Bihan-nal együtt a Louis D. díjjal tüntette ki az Institut de France. 2008. november 11-én az Académie Pontificale des Sciences (Vatikáni Tudományos Akadémia) tagjává nevezték ki. 2010-ben a National Academy of Science (USA), az Amerikai Filozófusok Társaságának, valamint a British Academy tagja lett. 2025-ben a Magyar Tudományos Akadémia tiszteleti tagjává választották.
A Számérzék című könyvét nyolc nyelvre fordították le, köztük magyarra is. Dehaene két dokumentumfilmet is rendezett Jean-Pierre Gibrat közreműködésével. Az egyik a „Számérzék” címet viseli (Le bosse des maths, 2000), a másik az „Érzelmek titkai” (Dans le secret des émotions, 2004). Ez utóbbival Dehaene második helyezést ért el a portugál Telecienca fesztiválon, és a 17., Franciaországban megrendezett Nemzetközi Tudományos Film Fesztiválon is díjat kapott.

## Szakmai tevékenységei részletesen

### Numerikus megismerés
Dehaene a numerikus megismerés terén végzett munkájáról ismert a leginkább. Az ő nevéhez fűződik a hármas kód modell, mely az agy három reprezentációs rendszerével magyarázza a matematikai műveletek végzését. A numerikus megismerés tudományágat Számérzék (The Number Sense; La Bosse de maths) című könyvével tette híressé, mely elnyerte a francia Jean Rostand díjat a legjobb francia nyelvű, közérthető tudományos könyvért. A numerikus megismerés területén Jacques Mehlerrel kezdte tanulmányait. Lingvisztikai szempontból vizsgálták, a számnevek megértésének mechanizmusát, továbbá vizsgálták a számok és tér közötti kapcsolatot (SNARC-hatás).
Changeux és Dehaene számítógépes modellt fejlesztettek ki a numerikus képességekre, eredményüket pedig egysejt kutatásokkal is alátámasztották. Laurent Cohen-nel, a Pitié-Salpêtrière kórház neurológusával hosszú ideig dolgoztak együtt. Dehaene olyan parietális sérült betegeket figyelt itt meg, akiknek károsodott a szorzási képessége, de kivonásra továbbra is képesek voltak (ez utóbbit az inferior parietális területtel hoznak összefüggésbe). Ezzel szemben olyan betegekkel is találkozott, akik kivonásra nem voltak képesek, de szorzásra igen (ez utóbbi pedig az intraparietális sulcus területéhez köthető). Ez a kettős disszociációnak nevezett jelenség azt mutatja, hogy a begyakorolt, nyelvileg közvetített számítások, mint a szorzás, az inferior parietális régióhoz köthetőek, míg az online számításokért, mint a kivonás, az intraparietális sulcus felelős. Nem sokkal később Dehaene EEG és funkcionális képalkotó eljárásokkal tanulmányozta ezeket a képességeket, és kimutatta, hogy a parietális és a frontális régiók különösen érintettek a matematikai megismerésben, mely a korábban említett, a kivonás és szorzás közt megfigyelt kettős disszociációt támasztja alá.

### Tudatosság
Dehaene figyelmét a tudatosság idegi vonatkozásaira fordította, mely számos tudományos publikációhoz és a „The Cognitive Neuroscience of Consciousness” című könyv szerkesztéséhez vezetett. Dehaene a Tudatosság Tudományos Kutatásának Egyesületének (Association for the Scientific Study of Consciousness) elnöke is volt. Bernard Baars Globális Munkatér elmélete (Global Workspace Theory) alapján számítógépes modellt dolgozott ki a tudatosságra vonatkozóan, mely azt jelenti, hogy csak egy információrésznek van hozzáférése a „globális idegi munkatérbe”. Funkcionális képalkotó eljárásokkal igyekezett feltárni ezt a munkateret. A maszkolás és a figyelmi pislogás terén végzett kísérleteiből azt derítette ki, hogy az az információ, amely eléri a tudatosságot, növekedett aktivációhoz vezet a parietális és frontális régiókban.

### Az olvasás idegi alapjai
Dehaene a prefrontális kéreggel kapcsolatos kognitív funkciók neurális modelljein is dolgozott. Laurent Cohen-nel együttműködésben képalkotó eljárással vizsgált egy- és kétnyelvűeket az olvasás idegi alapjaival kapcsolatban.
Dehaene Reading in the Mind („Olvasás az elmében”) című könyvét ennek a témának szenteli. „Olvasási paradoxon”-nak nevezi azt, hogy agykérgünk egy olyan több millió éves evolúciónak az eredménye, melyben nem volt jelen az írás, mégis kiválóan adaptálódott az írott szavak felismeréséhez. Könyvében azt is tárgyalja, hogyan dolgozzuk fel a nyelveket. Feltárja a betűzés logikáját, és a szavak mérettől, betűtípustól, stb. független dekódolásának tudattalan mechanizmusát.

### Szerkesztői munkája
Dehaene társszerkesztője a Cognition című folyóiratnak és szerkesztője még a következő folyóiratoknak: NeuroImage, PLoS Biology, Developmental Science.

## Művei

### Magyarul
- A számérzék. Miként alkotja meg az elme a matematikát? (The number sense); ford. Szűcs Dénes; Osiris, Bp., 2003, 347 p. ISBN 963-389-462-X

### Franciául
- Dehaene, S. (Ed.) Le Cerveau en action: l'imagerie cérébrale en psychologie cognitive. Paris: Presses Universitaires de France, 1997 ISBN 2-13-048270-8
- La Bosse des maths. Paris: Odile Jacob, 1997 ISBN 2-7381-0442-8
- Vers une science de la vie mentale. Paris: Fayard, 2007 (Inaugural Lecture at the Collège de France) ISBN 2-213-63084-4
- Les neurones de la lecture. Paris: Odile Jacob, 2007 ISBN 2-7381-1974-3

### Németül
- Im Auge des Lesers, Transmedia Zurich : Hans-Werner Hunziker, 2006 ISBN 978-3-7266-0068-6

### Angolul
- Dehaene, S. (Ed.) Numerical Cognition. Oxford, Blackwell ISBN 1-557-86444-6
- Dehaene, S. (Ed.) The Cognitive Neuroscience of Consciousness. MIT Press, 2001 ISBN 0-262-54131-9
- Dehaene, S. Duhamel, J.R., Hauser, M. and Rizzolatti, G. (Ed.) From Monkey Brain to Human Brain. Cambridge, MA: MIT Press, 2005 ISBN 0-262-04223-1
- The number sense. New York: Oxford University Press, 1997; Cambridge (UK): Penguin press, 1997 ISBN 0-19-511004-8
- Reading in the brain. New York: Penguin, 2009 ISBN 0-6700-2110-5

## Fordítás
- Ez a szócikk részben vagy egészben  a   Stanislas Dehaene című francia Wikipédia-szócikk fordításán alapul.  Az eredeti cikk szerkesztőit annak laptörténete sorolja fel. Ez a jelzés csupán a megfogalmazás eredetét és a szerzői jogokat jelzi, nem szolgál a cikkben szereplő információk forrásmegjelöléseként.